# Medaliści mistrzostw świata w kolarstwie torowym – wyścig na 10 km amatorów
Pełna lista medalistów mistrzostw świata w kolarstwie torowym w wyścigu na 10 km amatorów.

## Medaliści
| Rok i miejsce  | Złoto            | Srebro             | Brąz          |
| -------------- | ---------------- | ------------------ | ------------- |
| 1893 Chicago   | Arthur Zimmerman | John Patrick Bliss | John Johnson  |
| 1894 Antwerpia | Jaap Eden        | John Green         | Tommy Osborne |

## Tabela medalowa
| Miejsce | Państwo           |   |   |   | Razem |
| ------- | ----------------- | - | - | - | ----- |
| 1.      | Stany Zjednoczone | 1 | 1 | 1 | 3     |
| 2.      | Holandia          | 1 | 0 | 0 | 1     |
| 3.      | Wielka Brytania   | 0 | 1 | 1 | 2     |